# Ростовський провулок (Мелітополь)
Ростовський провулок — провулок у Мелітополі. Починається від Університетської вулиці, закінчується на Гетьманській вулиці. Складається із приватного сектора. Покриття ґрунтове.

## Історія
Точна дата появи провулка невідома. Після встановлення радянської влади він став одним із шести провулків Леніна.
17 червня 1929 року Мелітопольська міськрада прийняла постанову «Про впорядкування назв вулиць», внаслідок чого всі шість провулків Леніна отримали географічні назви: Балтійський, Волинський, Дніпровський, Запорізький, Київський та Ростовський.

## Галерея
|                            |                          |                                                           |                                 |
| табличка з назвою провулка | з боку вул. Гетьманської | вид на багатоповерховий будинок на вул. Гетьманській, 119 | вид в бік вул. Університетської |